# Gallipoli (Olaszország)
Gallipoli város (közigazgatásilag comune) Olaszország Puglia régiójában, Lecce megyében.

## Fekvése
A város a Jón-tenger partján fekszik, Salentói-félsziget nyugati részén. Két részből áll: a Borgo (az új város) valamint a történelmi óváros, mely egy partközeli szigeten található és egy többíves híd köti össze a várossal.

## Története
A település neve a görög kalé pólis-ból származik, melynek jelentése szép város.  A rómaiak i. e. 265-ben hódították meg. Rómával a Via Traiana kötötte össze. A középkor során a Szicíliai majd Nápolyi Királyság része lett. Elsősorban lámpaolajkereskedelméről volt híres.

## Népessége
A népesség számának alakulása:

## Látnivalók

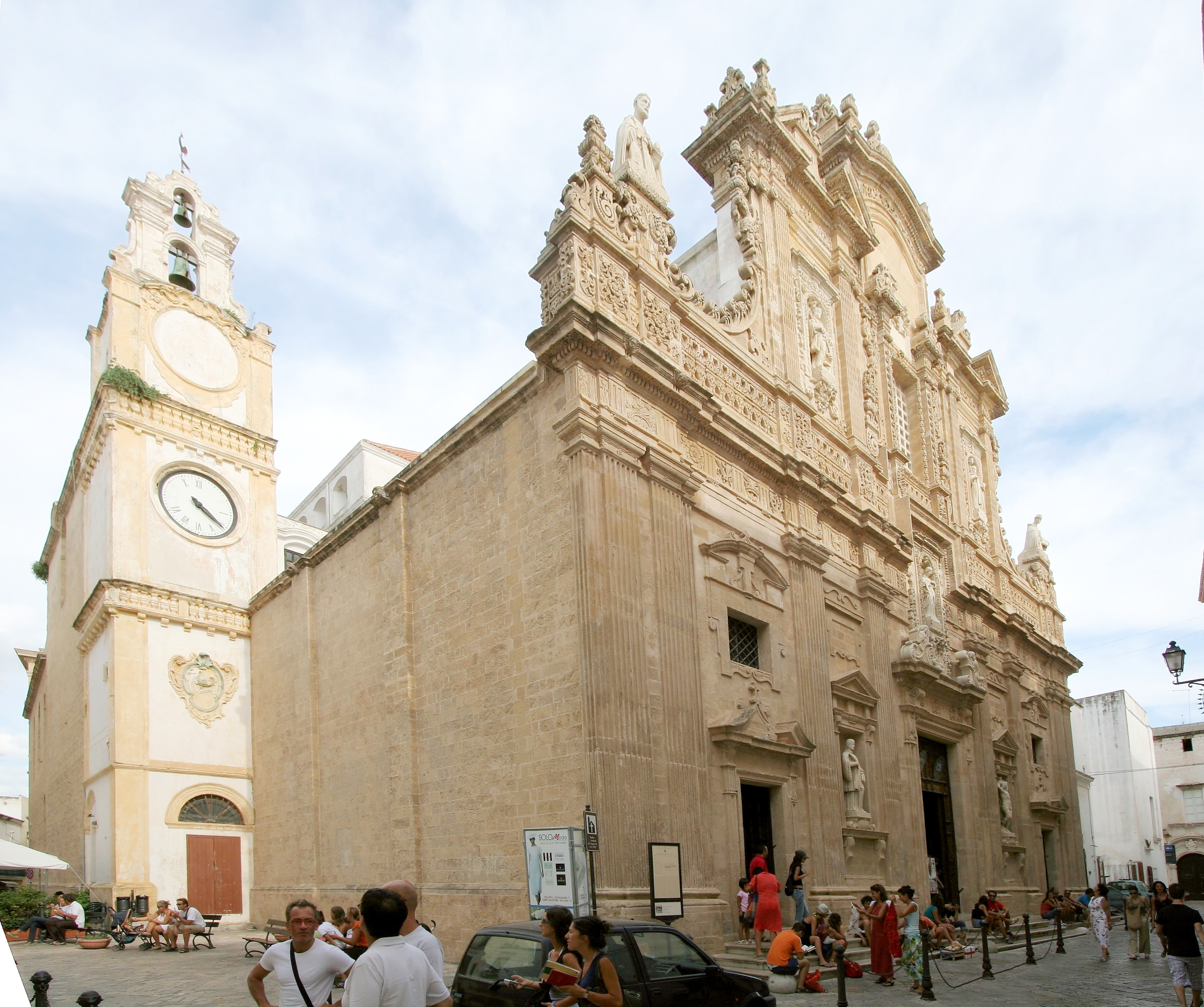
A katedrális

- Sant’Agata-katedrális (17. század) -  barokk katedrális
- San Francesco di Paola-templom (17. század)
- San Francesco d’Assisi-templom (13. század)
- San Domenico al Rosario-templom (17. század)
- Santissimo Crocifisso-templom (18. század)
- Santa Maria della Purità-templom (17. század)
- Santa Maria degli Angeli-templom  (17. század)
- Santa Maria del Canneto-templom (16. század)
- Castello Aragonese - az erődítmény, melyet a bizánciak építettek, majd a 16. században az Anjouk építettek újra.

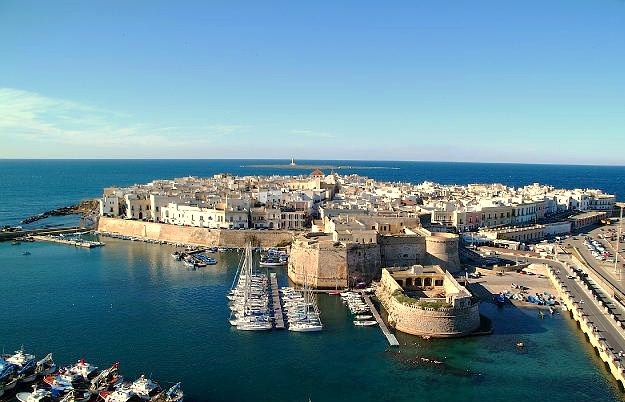
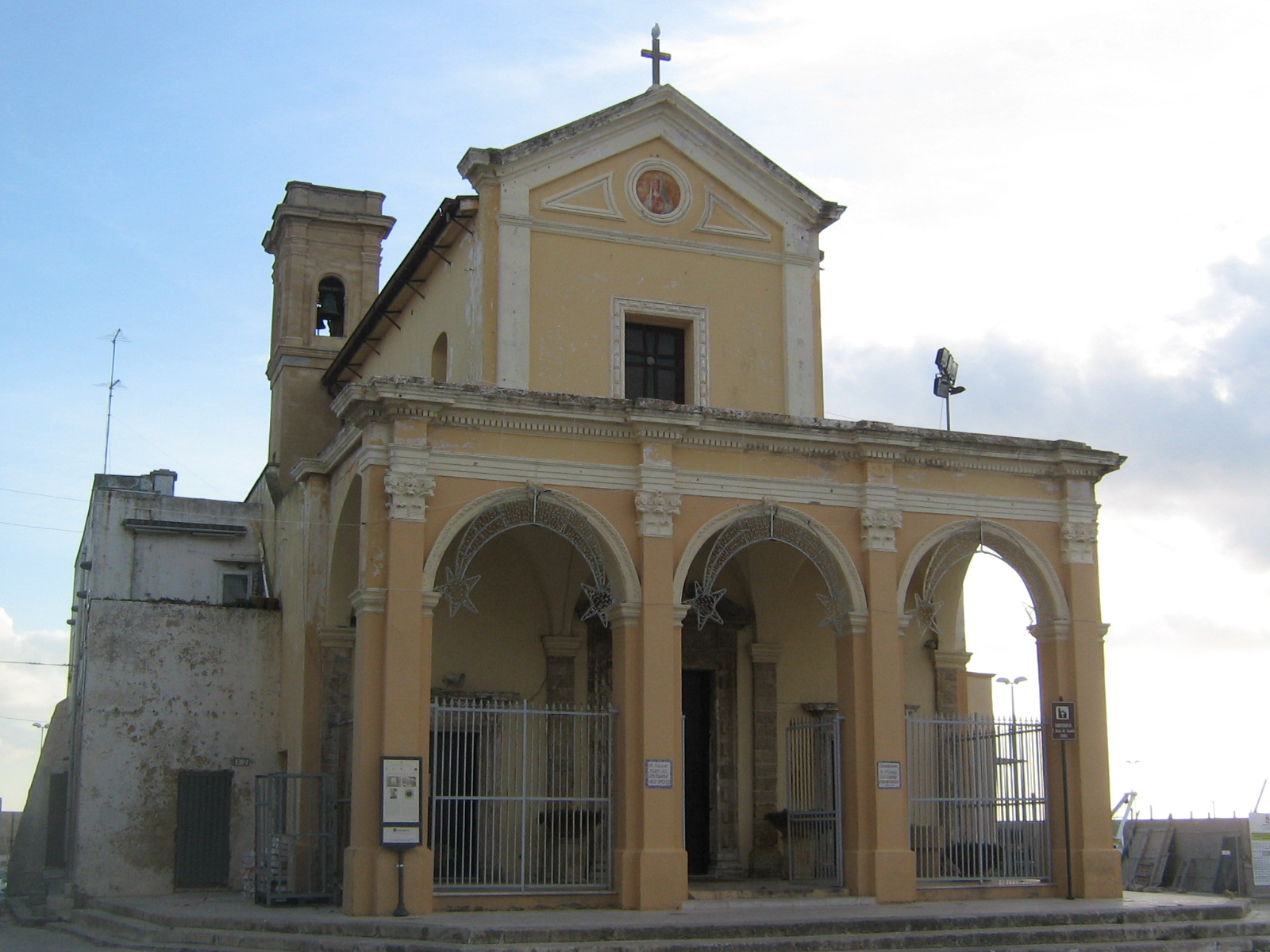
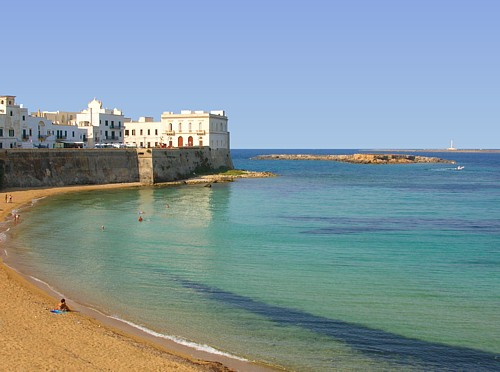
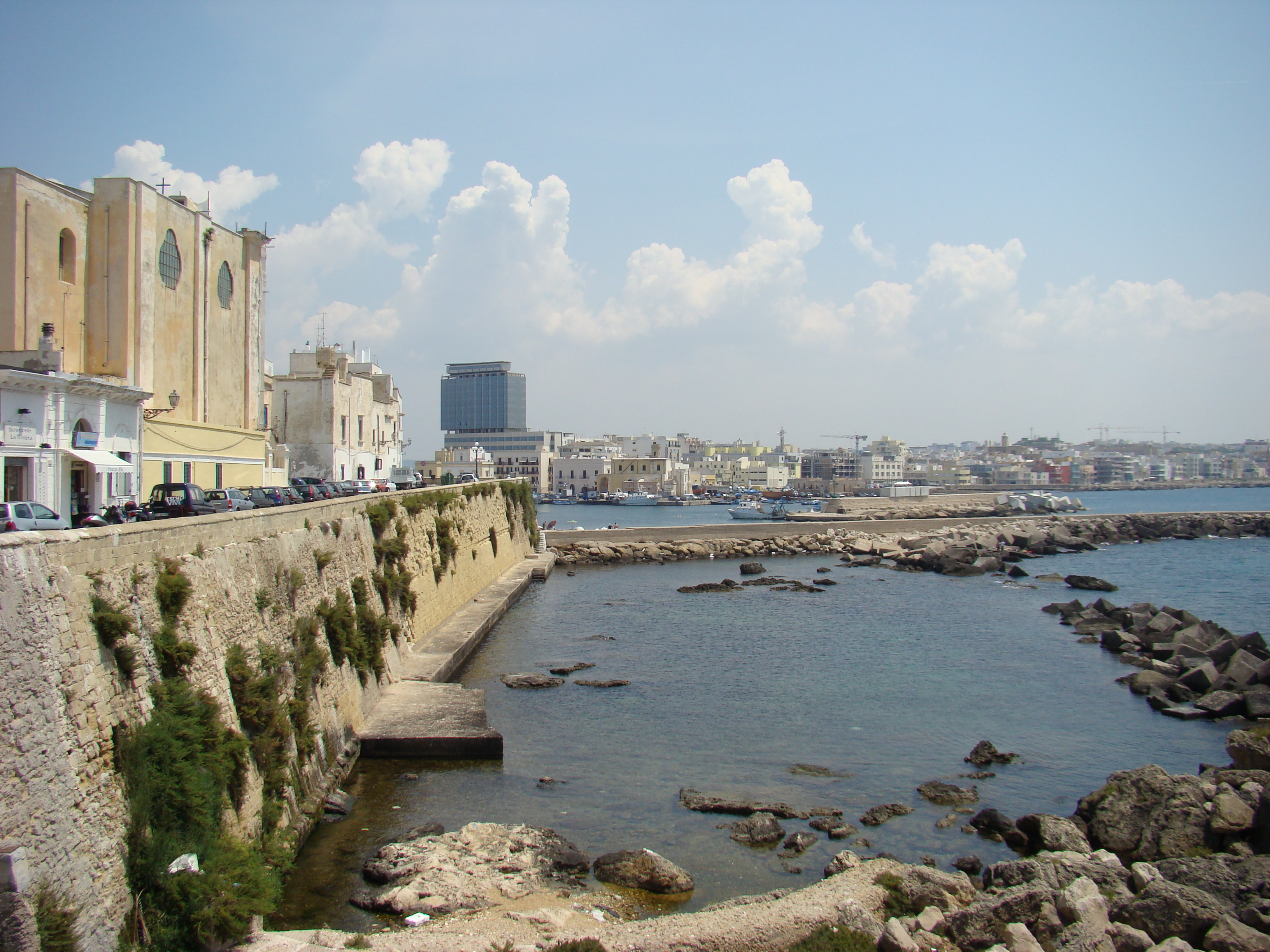

- Városfalak
- Görög-kút - 16. századi díszkút
- Palazzo Pirelli  (16. század)

## Közlekedés
Gallipoliban van egy vasútállomás, ahol két vasútvonal végződik:
- Zollino–Gallipoli-vasútvonal
- Gallipoli–Casarano-vasútvonal

A város területén három másik megálló is található:
- Gallipoli Baia Verde (Casarano-Gallipoli vasútvonal)
- Gallipoli Via Salento (Casarano-Gallipoli vasútvonal)
- Gallipoli Via Agrigento (Lecce-Gallipoli vasútvonal)

A korábbi Gallipoli Porto megállóhelyet és a kikötői összeköttetést már nem szolgálják ki. 